# Бруклин
Бру́клин (англ. Brooklyn [ˈbrʊklɪn]) — самое населённое боро Нью-Йорка — 2,73 млн жителей (2020). Расположен в западной части острова Лонг-Айленд.

## История
Первоначально Бруклин был голландской деревней под названием Брёкелен, находившейся на берегу Ист-Ривер на острове Лонг-Айленд.
Западное побережье Лонг-Айленда было населено американскими индейцами племени канарси, которое уступило свои земли под Новые Нидерланды. Голландская Вест-Индская компания основала на этом месте целых шесть городов:
- Грейвзе́нд (англ. Gravesend) (1645), единственный английский в колонии;
- Брёкелен (нидерл. Breuckelen) (1646), назван в честь деревни Брёкелена — будущий Бруклин;
- Ньив-Амерсфо́рт (нидерл. Nieuw Amersfoort) (1647), назван в честь города Амерсфорта — будущий Флэтлендс (англ. Flatlands);
- Ми́дваут (нидерл. Midwout) (1652) — будущий Флэтбуш[англ.] (англ. Flatbush);
- Ньив-Утрехт (нидерл. Nieuw Utrecht) (1657), назван в честь города Утрехта — будущий Бенсонхерст;
- Босвейк (нидерл. Boswijck) (1661) — будущий Бушуик (англ. Bushwick).

В 1664 году англичане завоевали Новые Нидерланды, и все поселения Бруклина стали частью Нью-Йоркской колонии. Они начали расширяться, и в 1854 году Бруклин стал городом. Хотя Бруклин является частью города Нью-Йорка, он выглядит как самостоятельный город, чего нельзя сказать, например, о Бронксе.
«… до создания „Большого Нью-Йорка“ в 1898 году Бруклин был третьим по населению городом США (после самого Нью-Йорка и Чикаго). Чего только стоит немаленькое (и почти пустое) здание бывшего муниципалитета. Когда закладывали Бруклинский музей, предполагалось, что он будет больше Лувра. В ответ на манхэттенский Центральный парк бруклинцы наняли тех же архитекторов обустроить аналогичный по назначению Проспект-парк…». На референдуме об объединении с Нью-Йорком, прошедшем на несколько лет ранее, лишь около 51 % избирателей Бруклина проголосовали «за».

## Демография
По данным Бюро переписи США, в 2010 году население Бруклина составляло 2 504 701 чел.
В религиозном плане, большая часть жителей Бруклина — христиане или атеисты.
Но также очень большая часть приезжего населения — это мусульмане из Центральной Азии. Особенно это можно заметить во время намаза в Бруклине.
В Бруклине живёт больше русскоговорящих, чем в других боро г. Нью-Йорка.

## Центр Бруклина

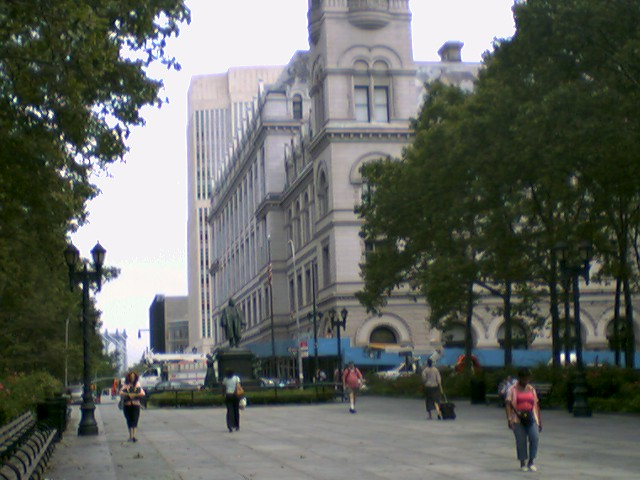
В центре Бруклина

Центральный район находится в северо-западной части Бруклина. Своим названием обязан тому, что, когда Бруклин был независимым городом, этот район являлся его центром, как культурным, так и деловым. Это продолжалось до 1898 года, пока Бруклин не вошёл в состав города Нью-Йорка. Сейчас это пространство подверглось перепланировке и становится деловым центром, в котором находится Бруклинский муниципалитет (Боро-Холл), бруклинский Дом правосудия. Достопримечательности района включают торговый центр на Фултон стрит (Fulton Street), Бруклинскую Музыкальную Академию и музей Нью-Йоркского транспорта.
Район сообщается с Манхэттеном Бруклинским, Манхэттенским и Вильямсбургским мостами и линиями Нью-Йоркского метрополитена.
Исторически Бруклин (Brooklyn) формировался у аборигенной переправы на остров Маннахата и вдоль тропы, которая вела от переправы вглубь острова Пауманок, названного колонистами Длинным островом (Long Island).
Нидерландское колониальное село Брёкелен (Breuckelen), названное так в честь Брёкелена в нидерландской провинции Утрехт, было основано в 1646 году группой колонистов во главе с Яном Эвертсеном Боутом, который стал первым схепеном (старостой) поселка. Брёкелен расположился на месте аборигенного поселка Мареккавик, населенного мареккавиками — вождеством, относившимся к канарси. Мареккавики были выжиты со своих земель в результате так называемых Кифтовых войн, и название «Мареккавик» (а также с полдюжины вариантов его написания) с 1647 года исчезло из земельных патентов и карт колонии. Поселок располагался на южной стороне старой канарсийской тропы (ставшей теперь улицей Фултона) между нынешними переулками Вязов и Галлатена (Elm Place and Gallatin Place). Как утверждали и Генри Стайлз в первом томе «Истории города Бруклина в штате Новый Йорк», и Питер Росс в первом томе «Истории Длинного острова от ранних поселений до настоящего времени», первые жилища первых колонистов располагались по обе стороны мареккавикской тропы, между нынешними улицами Смита и Хойта (Smith Street and Hoyt Street). Когда в 1816 году у переправы и на Клеверной горке (нынче Брулинские высоты) был организован поселок Бруклин, Брёкелен находился за пределами официальной границы Бруклина. Оба населенных пункта стали частью города Бруклина, сформированного в 1834 году. Мареккавикская тропа превратилась в улицу Фултона, названную так в честь Роберта Фултона, благодаря которому появилась регулярная пароходная переправа между островами. Во второй половине XIX века вдоль бывшей мареккавикской тропы в районе Брёкелена выстроились крупнейшие городские универмаги (многие были изгнаны из старого бруклинского центра строительством Бруклинского моста). В 1884 (?) году, во время строительства фундамента для одного из зданий универмага Эбрэхэма и Страусса (нынче универмаг Мэйси) на углу переулка Галлатена и улицы Ливингстона, были обнаружены мареккавикские захоронения.
Поначалу эта территория была заселена американскими индейцами племени метоаков. В 1600 году голландцы получили власть над этой территорией, назвав её «Брёкелен», что означает «ломаная линия». До 1814 года центр Бруклина и Бруклин-Хайтс были плотно заселены, так как там было очень удобное паромное сообщение с Манхэттеном. Это сделало Бруклин-Хайтс (Бруклинские высоты) первым спутником Манхэттена, а центр Бруклина — деловым центром Бруклина.

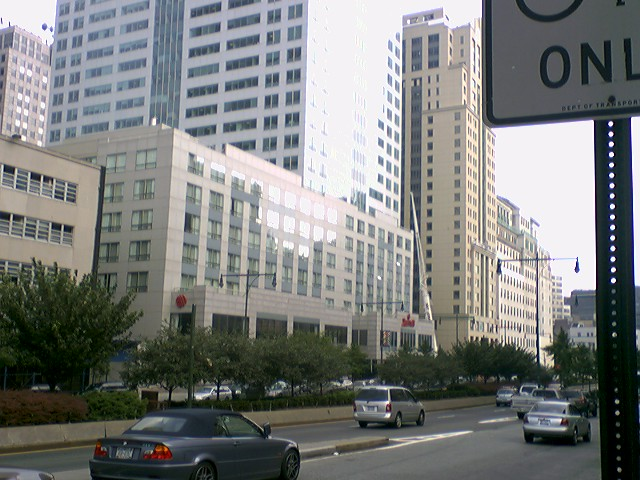
Современная Адамс-стрит

К городу Нью-Йорку эта территория отошла в 1935 году. Здесь было много домов и надземных железнодорожных путей, которые были демонтированы во времена Великой депрессии. Вместо железной дороги строители проложили автодороги к Бруклинскому мосту. Вскоре объявили конкурс на проект бруклинского зала собраний. Наилучшим проектом признали предложенный Элизабет Гордон и Стюартом Констаблем. Но этот зал собраний так никогда и не был построен.
На сегодняшний день[какой?] помимо исторических достопримечательностей, зданий крупных компаний, центр Бруклина активно застраивают более современными бизнес-центрами и зданиями коммерческих компаний. С 2012 года открыта спортивная арена Барклайс-центр, домашняя арена баскетбольной команды «Бруклин Нетс» и хоккейной «Нью-Йорк Айлендерс». До первой декады XXI века здание Вильямсбургского банка было самым высоким в центре Бруклина и во всём Бруклине. На сегодняшний день возле здания построено несколько офисных и жилых небоскрёбов, которые по высоте и количеству этажей его превосходят. По адресу Декалб-авеню 9 ведётся строительство небоскреба в 73 этажа, в то время как здание Вильямсбургского банка — всего в 42 этажа. В центре Бруклина находится «Метротек-центр», который в себя включает несколько финансовых, высокотехнологичных, страховых компаний, а также Институт инженерии Нью-Йоркского университета.
Центр Бруклина не потерял облика центра города, каковым он исторически являлся.

### Исторический район Бруклин-Хайтс
Находится рядом с Даунтауном Бруклина, ограничен улицами Court, Cadman Plaza (на востоке), Atlantic Avenue на юге, его север упирается в Бруклинский и Манхэттенский мосты, ведущие в Манхэттен. Западная часть микрорайона находится на берегу Ист-Ривер, где расположен променад.
На противоположном берегу Ист-Ривер находится Манхэттен. Через Бруклин Хайтс проходят многие маршруты Нью-Йоркского метрополитена: A, C, F, M, R, 2, 3, 4, и 5, а также возобновлена пассажирская паромная переправа между другими районами Бруклина и Манхэттеном.
Бруклин-Хайтс представляет собой массив, в котором квартал за кварталом расположены террасы живописных каменных домов викторианской эпохи и несколько бывших имений. В микрорайоне представлены несколько стилей архитектуры, включая дома федерального типа начала XIX века в северной части, дома в псевдогреческом и псевдоготическом стилях, а также дома итальянского типа из коричневого камня. Несколько домов на Пьерпонт-стрит и Пьерпонт-лейн являются настоящими имениями. Бруклин-Хайтс стал первым микрорайоном Бруклина, дома которого с 1965 года стали под защиту закона о сохранении архитектурных памятников города Нью-Йорка.
Плимутская церковь пилигримов находится в Бруклин-Хайтсе.
В Бруклин-Хайтсе также находится Бруклинское историческое общество.
Променад, ограничивающий микрорайон с запада, возник в 1953 году над построенной к тому времени двухъярусной автомагистралью Бруклин — Куинс. Променад образует собой «козырёк», находящийся над обоими ярусами автодороги «Бруклин-Куинс-Экспрессвэй». До 1953 года там были просто склоны. С променада открывается вид на Манхэттен.
- Каждое 4 июля, во время фейерверков ко Дню независимости США, променад посещают толпы туристов. Восточная часть променада образует зелёную полосу со множеством скамеек.
- Севернее, у самой кромки Ист-Ривер, находится Бруклин-Бридж-парк, который разбили во второй половине второй декады XXI века. До этого там находились заброшенные портовые здания и разные склады.
- Со стороны северо-востока — Бруклин-Хайтс граничит с примечательным микрорайоном DUMBO.

В районе Бруклин-Хайтс проживал русский поэт Иосиф Бродский.
В Бруклине есть несколько микрорайонов, похожих на Бруклин-Хайтс, например, Park Slope, Clinton Hill, Fort Greene.

## Проспект-парк
Расположен в центре Бруклина, точнее — на Флатбуш-авеню. Имеет беседки, музеи, стадионы, пруды. Масса бюстов американским политикам и западноевропейским композиторам. В Проспект-парке находится большая луговая площадка. На территории парка также находятся Дом Пикников, в котором расположены офисные помещения и зал на 175 человек, и зоопарк. Проспект-парк был спроектирован архитекторами Фредериком Олмстедом и Калвертом Воксом. К востоку от Проспект-парка расположен Ботанический сад, основанный в 1910 году, в котором насчитывается более 14 тысяч растений. В восточной части парка также находится небольшой Бруклинский зоопарк.

## Побережье Бруклина

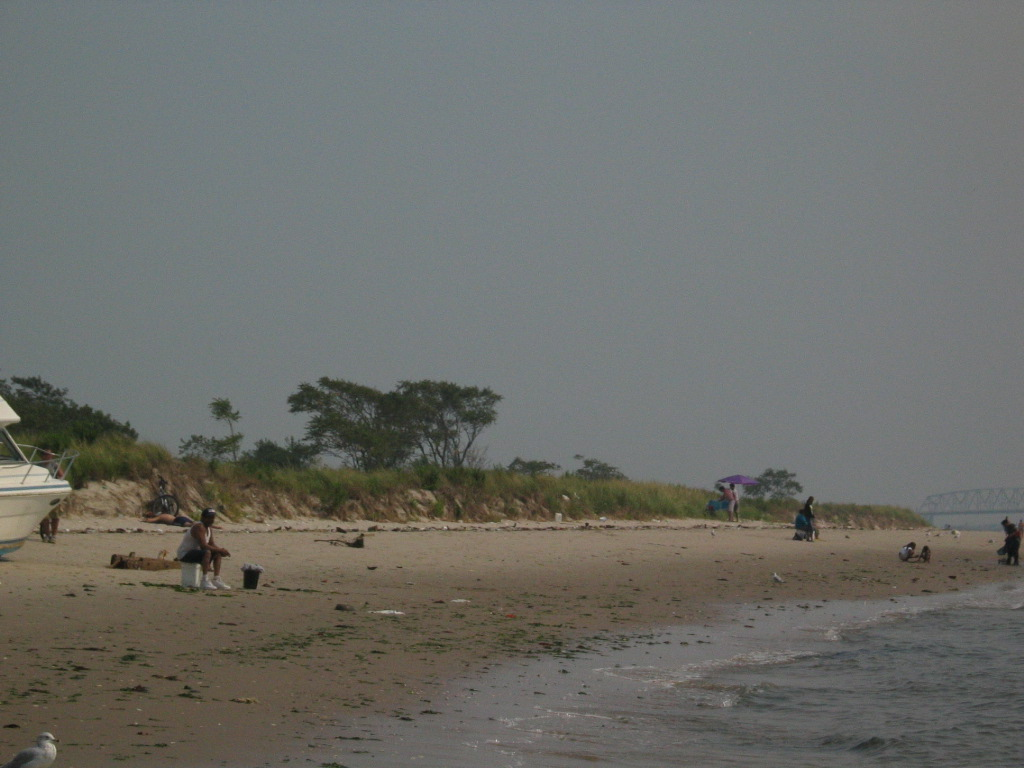
Юго-Восточное побережье Бруклина

На севере Бруклин омывается проливом Ист-Ривер, с западной стороны — заливом Нэрроуз, а затем, к югу от моста Верезано, Нижним Нью-Йоркским заливом. Южное побережье Бруклина омывается Атлантическим океаном. К западу — это открытый океан, там расположен Брайтон-Бич. Далее к востоку южное побережье Бруклина омывается заливом Ямайка. Именно в плавнях этого залива больше всего сохранилась фауна и флора Бруклина, поэтому эти места являются одной из частей заповедника Gateway National Recreation Area.

## Кони-Айленд
На самой южной оконечности Бруклина находится Кони-Айленд (англ. Coney Island — искажённое нидерл. Konijn Eiland — Кроличий остров). Променад, начинающийся на Брайтон-Бич, доходит до Кони-Айленда. Вдоль побережья идёт одна из основных магистралей района — Белт-Паркуэй.
На Кони-Айленде, как и на Брайтон-Бич, проживает множество выходцев из стран СНГ. В этом районе есть социальное жильё для малоимущих и безработных.

### Аквариум
Бруклинский аквариум расположен на берегу Атлантического океана, на Серф-авеню. От океана аквариум отделён пляжем и деревянным променадом (англ. Board walk), идущим вдоль берега. Аквариум имеет несколько павильонов и бассейн, где проводятся цирковые сеансы c участием рыб.

### Nathan’s Famous
Далее на Серф-авеню находится известная закусочная Nathan’s Famous, где проводятся всемирные чемпионаты по поеданию хот-догов.

### Парк аттракционов
На берегу, между променадом и Серф-авеню, находится парк аттракционов, включающий колесо обозрения и парашютную вышку.

### Театр балета на Брайтоне
Театр балета на Брайтоне — созданный в 1987 г. русский хореографический центр в Бруклине — одна из самых известных школ русского балета в США.

## Мосты и дороги Бруклина

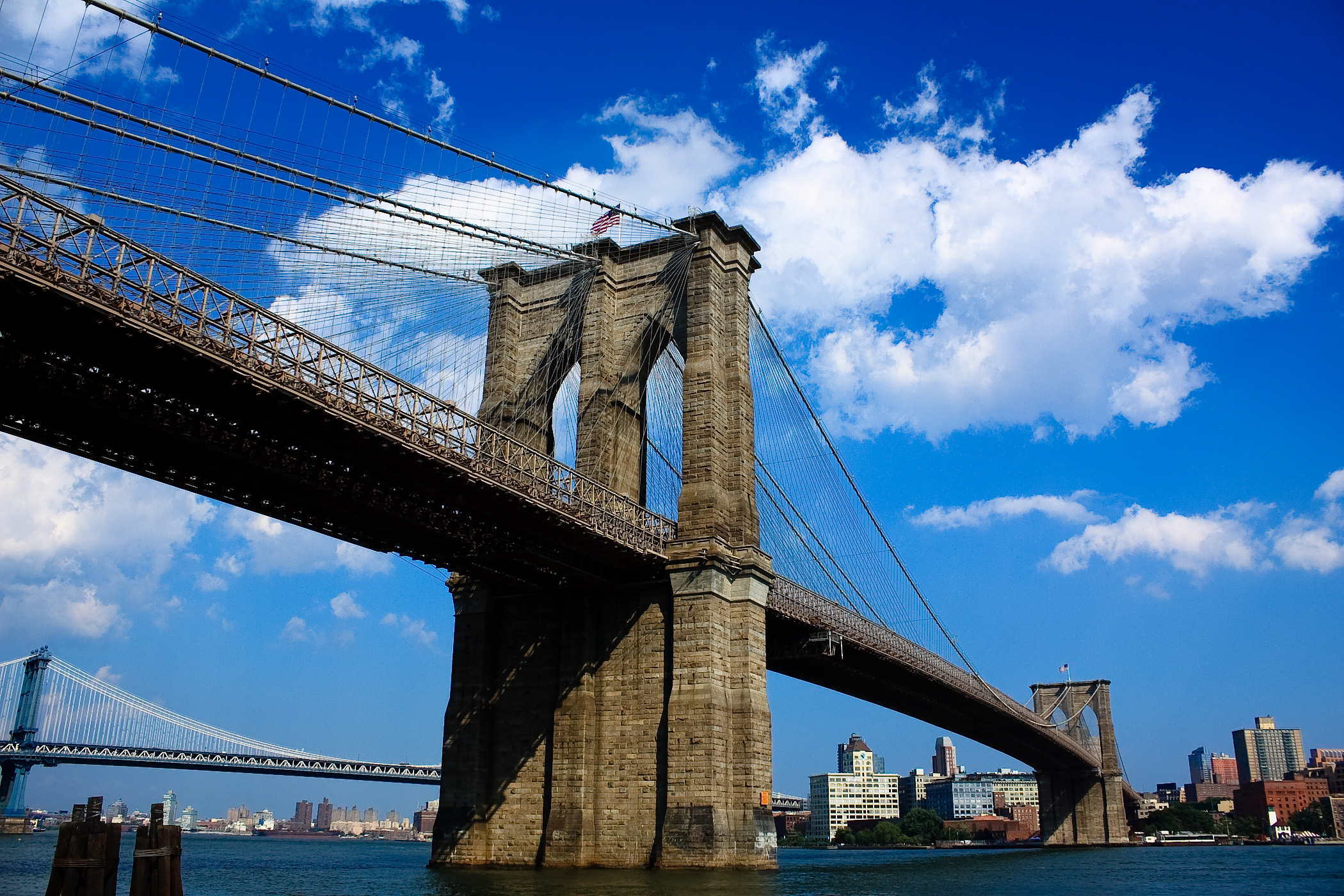
Бруклинский мост

Из Манхэттена в Бруклин ведут 3 моста: Бруклинский мост, Манхэттенский мост и Вильямсбургский мост. Автошоссе Бруклин-Куинс-Экспрессвэй обеспечивает быструю связь между этими двумя районами для автомобилей, грузовиков, автобусов и др. Эта дорога является частью шоссе номер 278. На южном конце этой дороги — Мост Веррацано. Этот мост связывает районы Бруклин и Статен-Айленд. В Бруклине также есть и «Опоясывающая автодорога» (Belt Parkway), которая идёт вдоль береговых районов южного и юго-восточного Бруклина.

## Пассажирский транспорт
- Бруклин обслуживается рядом маршрутов Нью-Йоркского метрополитена. Среди них — 2, 3, 4, 5, A, B, C, D, F, J, L, M, N, Q, R, идущие в Манхэттен. Маршрут G идёт прямиком в Куинс с множеством остановок. Основные пересадочные узлы — Джей-стрит — Метротек, Атлантик-авеню — Барклайс-центр и Декалб-авеню. 92,8 % жителей Бруклина добираются в Манхэттен на метро, которое работает 24 часа в сутки и 7 дней в неделю.
- В районе имеется 56 автобусных маршрутов. Автобусная сеть Бруклина покрывает каждый уголок района. Также имеется несколько автобусных экспресс-маршрутов, связывающих Бруклин с Манхэттеном. В Бруклин также можно приехать на такси.
- В Бруклине есть пригородный железнодорожный вокзал, откуда идут электропоезда в загородную часть Лонг-Айленда; эта линия имеет 2 промежуточные остановки в Бруклине. Основные железнодорожные вокзалы Нью-Йорка находятся в Манхэттене.
- С 2017 года в Бруклине открыто движение пассажирских катеров, обслуживающих такие районы, как Гринпойнт, Вильямсбург, Дамбо, Бруклин-Хайтс, Ред-Хук, Сансет-Парк, Бей-Ридж, связывая их между собой и с Манхэттеном. Линия, обслуживающая Гринпойнт, Вильямсбург, Дамбо, работает с 2011 года.

## Обучение
Бруклинский колледж, Институт инженерии Нью-Йоркского университета, Институт Пратта, Лонг-Айлендский университет, Бруклинский юридический университет и др.

## Спорт
В Бруклине открыт Barclays center, в котором проводят домашние матчи баскетбольная команда Бруклин Нетс и хоккейная команда Нью-Йорк Айлендерс.